# Madeira (Inselgruppe)
Die Inselgruppe Madeira ist ein Archipel im Atlantik, gelegen etwa 600 km vor der afrikanischen Nordwestküste und 1000 km südwestlich von Lissabon. Politisch sind die Inseln der Gruppe Teil Portugals, geologisch jedoch Teil der Afrikanischen Platte. Wiederum aufgrund der biogeographischen Gemeinsamkeiten bilden sie trotz der großen Entfernungen zusammen mit sowohl den weiter südlich gelegenen Kapverdischen Inseln und Kanaren als auch den Azoren im Nordwesten die Region Makaronesien.
Neben der Hauptinsel Madeira mit 740,7 km² ist nur noch die wesentlich kleinere Insel Porto Santo (42,2 km²) besiedelt. Die drei kleinen, unbewohnten Inseln Ilhéu Chão, Deserta Grande und Bugio bilden die Inselgruppe der Ilhas Desertas („Menschenleere Inseln“) mit 14,2 km² Gesamtfläche.
Gemeinsam mit den etwa 280 km südlich gelegenen Ilhas Selvagens („Wilde Inseln“) bildet die Inselgruppe Madeira die Autonome Region Madeira. Hauptstadt von Madeira ist Funchal mit etwa 105.000 Einwohnern.

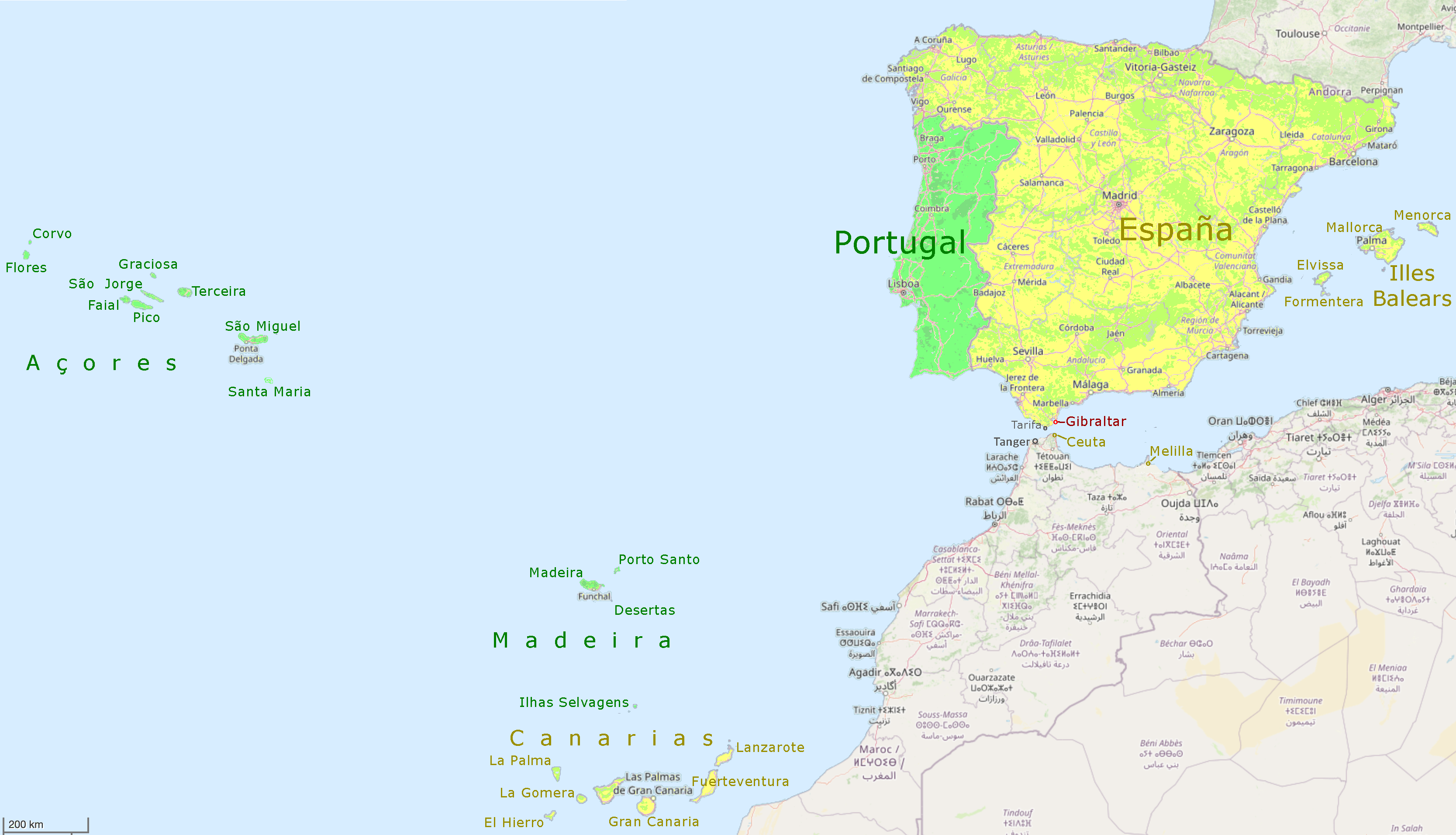
Lagebeziehungen und Einzelinseln der portugiesischen und spanischen Inselgruppen

## Belege
- Fischer Weltalmanach 2010, ISBN 978-3-596-72010-1.